# Marilyn Knowlden
Marilyn Knowlden (Oakland, 12 maggio 1926) è un'attrice statunitense, nota soprattutto per i suoi ruoli di attrice bambina negli anni trenta.

## Biografia
Nata a Oakland in California nel 1926, Marilyn Knowlden esordì sullo schermo a soli 5 anni, come attrice bambina, in un film della Paramount, Women Love Once (1931). Si trasferì con la famiglia a Los Angeles.
Da allora girò una trentina di film, lavorando con registi come George Cukor, William A. Wellman, Mark Sandrich, Michael Curtiz e con attori e attrici come Fredric March, Charles Laughton, Tyrone Power, Greta Garbo, Bette Davis, Claudette Colbert, Katharine Hepburn, Allan Jones e Norma Shearer. Si segnalò soprattutto come la piccola Jessie in Lo specchio della vita (1934), la piccola Agnese in Davide Copperfield (1935), la piccola Cosette in Il sergente di ferro (1935), e la piccola Kim in La canzone di Magnolia (1936). La sua carriera cinematografica si concluse nel 1938 con il passaggio all'adolescenza; da allora per lei ci saranno soltanto due piccole parti non accreditate nel 1940 e nel 1944.
Sposatasi, con quattro figli, continuò a contribuire al mondo dello spettacolo come scrittrice e compositrice di musical. Dal 1994 tornò a recitare in teatro a San Diego in oltre 20 produzione teatrali tra cui Arsenic and Old Lace e My Fair Lady. :
Nel 2011 pubblicò un'autobiografia sulla sua esperienza di attrice, Little Girl in Big Pictures.

## Filmografia parziale
- Women Love Once, regia di Edward Goodman (1931)
- Carmencita (The Cisco Kid), regia di Irving Cummings (1931)
- Husband's Holiday, regia di Robert Milton  (1931)
- I conquistatori (The Conquerors), regia di William A. Wellman (1932)
- Sangue ribelle (Call Her Savage), regia di John Francis Dillon  (1932) - non accreditata
- Il mondo cambia (The World Changes), regia di Mervyn LeRoy (1932) - non accreditata
- Piccole donne (Little Women), regia di George Cukor (1933) - non accreditata
- Lo specchio della vita (Imitation of Life), regia di John M. Stahl (1934) - non accreditata
- Davide Copperfield (The Personal History, Adventures, Experience, & Observation of David Copperfield the Younger), regia di George Cukor (1935)
- Il sergente di ferro (Les Miserables), regia di Richard Boleslawski (1935)
- La canzone di Magnolia (Show Boat), regia di James Whale (1936)
- Avorio nero (Anthony Adverse), regia di Mervyn LeRoy (1936)
- Una donna si ribella (A Woman Rebels), regia di Mark Sandrich (1936)
- Il mercante di schiavi (Slave Ship), regia di Tay Garnett (1937)
- Maria Antonietta (Marie Antoinette), regia di W.S. Van Dyke II (1938)
- Gli angeli con la faccia sporca (Angels with Dirty Faces), regia di Michael Curtiz (1938)
- Paradiso proibito (All This, and Heaven Too), regia di Anatole Litvak (1940) - non accreditata
- Ritmi di Broadway (Broadway Rhythm), regia di Roy Del Ruth (1944) - non accreditata